# اندریا پارنتی
اندریا پارنتی (انگلیسی: Andrea Parenti؛ زادهٔ ۲۶ آوریل ۱۹۶۵) ورزشکار تیراندازی با کمان اهل ایتالیا است.
وی در مسابقات کشوری و بین‌المللی در مجموع برندهٔ ۱ مدال طلا، ۴ مدال نقره، ۱ مدال برنز شده‌است.